# Herbert Schwering

Das Logo von Schwerings Produktionsfirma

Herbert Schwering (* 10. Februar 1959 in Epe, Westfalen) ist ein deutscher Filmproduzent.

## Leben
Ab 1985 engagierte sich Schwering bei der Filmwerkstatt Münster, wo er von 1994 bis 1997 Geschäftsführer war. Er leitete das Kurzfilmfestival Filmzwerge in den Jahren 1988 und 1990 und organisierte zahlreiche Workshops und Filmreihen mit internationalen Regisseuren, u. a. Carlos Saura, Elem Germanowitsch Klimow und Peter Greenaway. Er arbeitete für den WDR Anfang der 1990er als freier Mitarbeiter. 1993 gründete er seine eigene Produktionsfirma Icon Film; 2007 wurde diese umbenannt in COIN FILM (Cologne Independent). Von 1998 bis 2003 unterrichtete er an der Kunsthochschule für Medien in Köln im Bereich Kreatives Produzieren.
2000 war er Produzent des Dokumentarfilms Milch und Honig aus Rotfront über das Dorf Rot-Front in Kirgisistan, der 2001 für den Deutschen Filmpreis nominiert wurde. Bekannt geworden ist Herbert Schwering mit dem mehrfach ausgezeichneten Film Fickende Fische (2002) von Almut Getto, der Geschichte des HIV-positiven Jugendlichen Jan und dessen Liebe zur gleichaltrigen Nina. Der Film Lost and Found war im Jahr 2005 der Eröffnungsfilm des Forums der Berlinale, im gleichen Jahr war er mit vier weiteren Produktionen auf der Berlinale vertreten (Saratan, Karlchens Parade, Bruno S. – Die Fremde ist der Tod, Crash Test Dummies). 2008 waren seine Spielfilmproduktionen Liebe und andere Verbrechen (Regie: Stefan Arsenijević) und Die Besucherin (Regie: Lola Randl) im Programm der Berlinale, und seine Koproduktion Tokio! (Regie: Michel Gondry, Leos Carrax und Bong Joon Hu) lief in der Reihe Un Certain Regard der Filmfestspiele von Cannes, Oben ist es still (Regie: Nanouk Leopold) war der Eröffnungsfilm der Sektion Panorama Spezial auf der Berlinale 2013. Der von der Schweiz für den Oscar vorgeschlagene Dokumentarfilm Iraqi Odyssey (R.: Samir) hatte 2014 Premiere in Toronto (TIFF) und lief 2015 im Panorama der Berlinale. 2017 hatte der Dokumentarfilm Mr Gay Syria (R.: Ayşe Toprak), der unter anderem durch eine Crowdfunding-Kampagne mitfinanziert wurde, seine Premiere beim Sheffield DocFest, und der Film Fühlen Sie sich manchmal ausgebrannt und leer? der Regisseurin Lola Randl war erstmals auf dem Filmfest München zu sehen. 2019 lief seine Dokumentarfilmproduktion Es hätte schlimmer kommen können – Mario Adorf (Regie: Dominik Wessely), ein Porträt des Schauspielers Mario Adorf, auf der Berlinale (Berlinale Spezial). Seine erneute Koproduktion mit dem Regisseur Samir Baghdad in my Shadow hatte im August 2019 Premiere auf dem Locarno Film Festival, die deutsche Premiere feierte der Film auf den Internationalen Hofer Filmtagen 2019.
Schwering ist im Vorstand des Film- und Medienverband NRW sowie Mitglied der Deutschen Filmakademie, der Europäischen Filmakademie und der europäischen Producervereinigung  Atéliers du Cinéma Européen. Seit 2018 ist er Mitglied in der Medienkommission der Landesanstalt für Medien NRW. Seit dem Wintersemester 2022 unterrichtet er als Professor für "Kreative Film- und Fernsehproduktion" an der Hochschule Darmstadt im Fachbereich Media/Motion Picture.

## Filmografie
Produzent, Autor
- 2001: Das Weiße Rauschen (Producer KHM) (The White Sound), Spielfilm
- 2001: Liebe schwarz-weiß, (R.: Britta Wandaogo), TV-Dokumentation
- 2001: Alles für den Hund (R.: Birgit Lehmann), Kurzfilm
- 2001: Milch und Honig aus Rotfront (Milk and Honey from Rotfront) (R.: Hans-Erich Viet), Dokumentarfilm
- 2002: Fickende Fische (Do Fish Do It? / Fucking Fish) (R.: Almut Getto), Spielfilm
- 2003: Die Krokodile der Familie Wandaogo (R.: Britta Wandaogo), Dokumentarfilm
- 2003: Bruno S. – Die Fremde ist der Tod (R.: Miron Zownir), Dokumentarfilm
- 2003: Karlchens Parade (R.: Michael Ester), Kurzfilm
- 2003: Liebe weiß-schwarz (R.: Britta Wandaogo), TV-Dokumentation
- 2004: War’n Sie schon mal in mich verliebt? (R.: Douglas Wolfsperger), Dokumentarfilm
- 2005: Lost and Found (R.: Christi Mungiu, Jasmila Zbanich, Kornel Mundrucio u. a.), Omnibus-Spielfilm
- 2005: Crash Test Dummies (R.: Jörg Kalt), Spielfilm
- 2005: Was lebst Du? (R.: Bettina Braun), Dokumentarfilm
- 2005: Saratan (R.: Ernest Abdyschaparov), Spielfilm
- 2005: Wohlfühlwochenende (R.: Lola Randl), Kurzfilm
- 2006: Sofageflüster, TV-Minidokuserie, 25 Folgen
- 2006: Mädchengeschichten – Markéta Raketa (R.: Kristina in der Schmitten), TV-Dokuserie
- 2007: Die Konspirantinnen (Conspiracy Women) (R.: Paul Meyer), Dokumentarfilm
- 2007: Lost in Liberia (R.: Luzia Schmid), Dokumentarfilm
- 2008: Die Treue-Testerin – Spezialauftrag Liebe (R.: Markus Bräutigam), TV-Spielfilm
- 2008: Liebe und andere Verbrechen (Ljubav i drugi zločini)
- 2008: Die Besucherin (Days in between) (R.: Lola Randl), Spielfilm
- 2008: Tokio! (Tokyo!) (R.: Michel Gondry, LEos Carrax, Bong Joon Ho), Spielfilm
- 2009: Deutschland nervt! (R: Hans-Erich Viet), Dokumentarfilm
- 2009: Il Giardinao (R.:Michael Ester), Kurzfilm
- 2010: Brownian Movement (R.: Nanouk Leopold), Spielfilm
- 2011: Take Two (R.: Nadejda Koseva), Kurzfilm
- 2012: Die Libelle und das Nashorn (R.: Lola Randl), Spielfilm
- 2013: Oben ist es still, It’s all so quiet (R.: Nanouk Leopold), Spielfilm
- 2014: Die Erfindung der Liebe (R: Lola Randl), Spielfilm
- 2014: Supernova (R: Tamar van den Dop), Spielfilm
- 2015: Die Kleinen und die Bösen (R: Markus Sehr), Spielfilm
- 2015: Iraqi Odyssey (R: Samir), Dokumentarfilm
- 2015: Nena (R: Saskia Diesing), Spielfilm
- 2015: Der Kuaför aus der Keupstrasse (R: Andreas Maus), Dokumentarfilm
- 2017: Cobain (R: Nanouk Leopold), Spielfilm
- 2017: Mr Gay Syria (R: Ayşe Toprak), Dokumentarfilm
- 2017: Fühlen Sie sich manchmal ausgebrannt und leer? (R: Lola Randl), Spielfilm
- 2019: Es hätte schlimmer kommen können – Mario Adorf (R: Dominik Wessely), Dokumentarfilm
- 2019: Baghdad in my Shadow (R: Samir), Spielfilm
- 2020: Der Sog des Krieges – eine Familiengeschichte (R: Christoph Boekel), Dokumentarfilm
- 2020: Vatersland (R: Petra Seeger), Spielfilm
- 2021: Monte Verità – Der Rausch der Freiheit (R: Stefan Jäger), Spielfilm
- 2022: Saubere Sache (R: André Erkau), Miniserie 8 Teile WDR/ARD Mediathek
- 2022: Lost Transport - Der verlorene Zug (R: Saskia Diesing), Spielfilm